# Wąż ostrogłowy
Wąż ostrogłowy (Oxybelis fulgidus) – gatunek jadowitego węża z rodziny połozowatych (Colubridae). Występuje w Ameryce Południowej i Ameryce Środkowej. Prowadzi dzienny, nadrzewny tryb życia.

## Systematyka
Takson ten po raz pierwszy zgodnie z zasadami nazewnictwa binominalnego opisał w 1803 roku francuski przyrodnik François Marie Daudin w szóstym tomie „Histoire Naturelle, Générale et Particulière des Reptiles”. Autor nadał wężowi nazwę Coluber fulgidus, a jako miejsce typowe podał Surinam. Holotyp to okaz o długości 1524 mm, przechowywany w Muzeum Historii Naturalnej w Paryżu (MNHN), jednak według informacji z 2019 roku – nie został odnaleziony. Nie wyróżnia się podgatunków.

### Etymologia
- Oxybelis: gr. οξυβελης oxubelēs „ostro zakończony, ostry”[8].
- fulgidus – łac. fulgidus – „krótki”, łac. rostrum – „błyszczący, lśniący”[2].

## Morfologia
Jest to średniej wielkości wąż o głowie z cienkim, ostro zakończonym pyskiem, który z góry przypomina kształt grotu strzały. Oczy duże, tęczówki w kolorze od jasnożółtego do złotego, które w częściach bocznych mają ciemne przebarwienia, źrenica okrągła. Tułów bardzo cienki i smukły. Grzbiet ma jednolity jasnozielony kolor. Brzuch od jasnozielonego do żółtozielonego z parą jasnożółtych cienkich pasków bocznych. Ogon długi. Występuje niewielki dymorfizm płciowy, samice mają większą głowę i krótszy ogon niż samce. Uzębienie typu Opisthoglypha.
Wymiary:
|                          | Samiec   | Samica   |
| Długość całkowita (mm)   | 1610     | 2063     |
| Długość SVL (mm)         | 1305     | 1420     |
| Długość TL (mm)          | 305      | 643      |
| Łuski grzbietowe (rzędy) | 17/17/13 | 17/17/13 |
| Tarczki brzuszne         | 198–217  | 198–217  |
| Tarczki podogonowe       | 139–186  | 139–186  |

## Występowanie
Wąż ostrogłowy występuje w Meksyku, Gwatemali, Salwadorze, Hondurasie, Belize, Nikaragui, Kostaryce, Panamie, Kolumbii, Wenezueli, Trynidadzie i Tobago, Ekwadorze, Brazylii, Peru, Boliwii, Gujanie, Surinamie i Gujanie Francuskiej. W Ekwadorze gatunek ten odnotowano we wschodnich podnóżach Andów oraz w Amazonii w prowincjach Orellana, Sucumbíos, Morona Santiago i Napo na wysokości 117–1080 m n.p.m.

## Ekologia i zachowanie
Gatunek prowadzi dzienny, nadrzewny tryb życia. Występuje w pierwotnych nizinnych i podgórskich lasach deszczowych, zarówno lądowych, jak i okresowo zalewanych, w lasach wtórnych, na bagnach i obrzeżach lasu. Żeruje w ciągu dnia na niskiej roślinności lub na drzewach do 20 m wysokości nad ziemią. W nocy odpoczywa na niskiej roślinności i na drzewach. Dieta tego gatunku składa się z małych ptaków (np. tapiranga ciemna Ramphocelus carbo, drozdek rdzawy Catharus occidentalis czy gołąbeczek malutki Columbina passerina), jaszczurek (np. Ameiva ameiva, Gonatodes humeralis czy Thecadactylus solimoensis), a także małych gryzoni. Ofiary zjada od głowy, paraliżując je jadem, który składa się przede wszystkim z fulgimotoksyny, neurotoksyny specyficznej dla tego taksonu. Jest ona szczególnie toksyczna dla ptaków i gadów. U ludzi wywołuje łagodne miejscowe efekty, takie jak swędzenie, zaczerwienienie, obrzęk i lekkie drętwienie, ale nie powoduje żadnych długoterminowych konsekwencji.

## Status
W Czerwonej księdze gatunków zagrożonych IUCN wąż ostrogłowy jest klasyfikowany jako gatunek najmniejszej troski (LC, ang. Least Concern). Opisywany jest jako niepospolity, ale systematycznie obserwowany, a populacja jest określana jako stabilna.